# Anabarhynchus poona
Anabarhynchus poona är en tvåvingeart som beskrevs av Lyneborg 2001. Anabarhynchus poona ingår i släktet Anabarhynchus och familjen stilettflugor. Inga underarter finns listade i Catalogue of Life.